# Styrax argyrophyllus
Espèce
Synonymes
- Foveolaria cordata Ruiz & Pav.[2]
- Foveolaria ovata Ruiz & Pav.[2]
- Strigilia cordata DC.[2]
- Strigilia ovata DC.[2]
- Strigilia pavonii Miers[2]
- Styrax andinus Steyerm.[2]
- Styrax cordatus (Ruiz & Pav.) A.DC.[2]
- Styrax mathewsii Perkins[2]
- Styrax ovatus (Ruiz & Pav.) A.DC.[2]
- Styrax pseudargyrophyllus Sleumer[2]
- Styrax vidalianus Sleumer[2]
- Styrax weberbaueri Perkins[2]
- Tremanthus cordata (Ruiz & Pav.) Pers.[2]
- Tremanthus ovata Pers.[2]

Statut de conservation UICN

 VU D2 : Vulnérable
Styrax argyrophyllus est une espèce de plantes à fleurs de la famille des Styracaceae.

## Publication originale
- Repertorium Specierum Novarum Regni Vegetabilis 2: 18. 1906.